# David M. Rivas
David Manuel Rivas Infante (su firma habitual es David M. Rivas) (Gijón, Asturias, 4 de diciembre de 1957-Gijón, 15 de diciembre de 2024) fue un escritor, político y economista español. Se crio entre esta villa y la parroquia de Quintueles (Villaviciosa) y vivió en muchos lugares del mundo. Residía en Argañosu, una aldea de unos veinte habitantes que pertenece a la parroquia de Candanal, en el concejo de Villaviciosa (Asturias).

## Formación y trayectoria profesional
Se educó con los jesuitas en el Colegio de la Inmaculada de Gijón y es licenciado en ciencias económicas por la Universidad Complutense y doctor en economía por la Universidad Autónoma de Madrid. Completó los cursos de doctorado en sociología en la Universidad Pontificia de Salamanca y de antropología en la Universidad Complutense. 
Fue profesor titular de Estructura económica en la Universidad Autónoma de Madrid, donde impartió las materias de Estructura económica mundial, Desarrollo sostenible, Economía política internacional e Innovación tecnológica.
Fue miembro del Consejo Asesor de Medio Ambiente de España, del Consejo Asesor de Transporte de la Comunidad de Madrid, de la Comisión de Parques Nacionales de la Unión Internacional para la Conservación de la Naturaleza (Organización de las Naciones Unidas) y de los comités de Desarrollo sostenible y desarrollo rural de la Comisión Europea. También fue asesor técnico en el ayuntamiento de Madrid.
En 1986 participó en la creación de la Fundación Universidad Libre, con sede en Galicia, formada por profesores de pensamiento crítico de las universidades de Sevilla, Valencia, Santiago, Málaga, Extremadura y Autónoma de Madrid.
Trabajó con grupos de investigación de las universidades de Tampere (Finlandia), Edimburgo (Reino Unido), Varsovia (Polonia), Liubliana (Eslovenia), Oviedo (España), República (Uruguay), Lima (Perú), Universidad Libre de Berlín (Alemania), como de los institutos Chi Pixab' (Guatemala) y Wuppertal (Alemania).
Fue miembro del Observatorio Latinoamericano de Ordenación Territorial y Sostenibilidad y del Instituto Interuniversitario de Economía Espacial Sostenible.
Fue miembro del Club de Roma.
Desde 1993 era miembro de la Academia de la Lengua Asturiana.

## Trayectoria cívica
Cuando era estudiante fundó -junto a Xosé Álvarez Fernández, Antón Fuertes, Xicu Díaz Yepes, Alfonso Velázquez y Xuan Cándano el Conceyu d'Asturies de Madrid (1977), emblemático grupo del resurgimiento cultural asturiano (surdimientu) en la diáspora.
Fue secretario del Ateneo de Madrid (1989-1995).
Fue presidente de Amigos de la Tierra (1993-1997).
En el 2007 fundó la Asociación Arribada con otras personas renombradas de la cultura asturiana como Humberto Gonzali, Alberto Álvarez Peña y Xosé Nel Riesgo.
En el 2008 fue galardonado con la Llámpara de Oro de Quintes y Quintueles.
Fue miembro del Consejo Asturiano del Movimiento Europeo.

## Trayectoria política
Figura importante del nacionalismo asturiano, fue militante de Conceyu Nacionalista Astur (1979), formando parte del grupo del CNA en Madrid. Al mismo tiempo trabajajó en el Ateneo Libertario de Latina, Lavapiés y Embajadores, así como en el consejo redactor del CNT, periódico de la Confederación Nacional del Trabajo. Fue seguidor de Kropotkin y pionero del ecologismo moderno. Fue después dirigente de la Federación Progresista, partido fundado por Ramón Tamames y particìpó en la fundación de Izquierda Unida (España), con Gerardo Iglesias, Alonso Puerta, Ignacio Gallego, Nicolás Sartorius, Julio Anguita y Ramón Tamames. Después de un tiempo sin militancia política formó parte de Unidá Nacionalista Asturiana (UNA) en 1989 cuando la conforman Ensame Nacionalista Astur (1982) y Xunta Nacionalista Asturiana (1986). Con UNA concurrirá en las listas de las elecciones europeas de 1989 y formó parte de este partido hasta su disolución a principios de los 90 del siglo XX. Tras una nueva etapa sin afiliación entró en Andecha Astur para encabezarla como candidato a la presidencia de Asturias en 1999, repitiendo en el 2003. Rivas intentó aportar pragmatismo y un discurso reconocible al partido, aunque él mismo reconoció que no lo consiguió; según él, porque los nacionalistas «hablaban de un pueblo que desconocían». Europeísta y partidario de los pactos internacionales, fue candidato en las elecciones europeas de 2004 en la lista de Europa de los Pueblos (Esquerra Republicana de Catalunya, Eusko Alkartasuna, Chunta Aragonesista, Andecha Astur y Partido Socialista de Andalucía), coalición que logró un diputado en Estrasburgo. En el 2007 renunció a repetir candidatura a la presidencia de Asturias y abandonó la política activa.

## Trayectoria literaria
Con su obra escrita en asturiano, era un autor de vocación tardía, por cuanto no empezó a escribir ficción hasta la década de los noventa, cuando entraba en los cuarenta años. Ha publicado un extenso libro de relatos. En el 2008 fue finalista en dos premios emblemáticos en la literatura en lengua asturiana: el de temática general "Oficialidá" del concejo de Bimenes y el de erotismo "Arbidel" del concejo de Ribadesella.

## Publicaciones

### Desarrollo sostenible, ecología
- Las evaluaciones socioeconómicas de impactos ambientales (Madrid, 1984).
- Aproximación a la economía ambiental y ecológica (Madrid, 1989).
- Ecología: el planeta amenazado (Madrid, 1990).
- Towards sustainable Europe (Ámsterdam, 1994).
- Sustainable Spain (Ámsterdam, 1996).
- El entorno amenazado en un mundo cambiante (Palencia, 1997).
- Sustentabilidad. Desarrollo, medio ambiente y biodiversidad (Madrid, 1997).
- La biosfera: cinco años después de Río'92 (Valladolid, 1998).
- Modelling a sustainable European Union. A decission support tool (Bruselas, 1998).
- Agenda 21. Estrategia de desarrollo sostenible para Castilla y León (Valladolid, 1998).
- Galicia: una realidad ecológica diversa y compleja (Madrid, 2003).
- Desarrollo sostenible y estructura económica mundial (Madrid, 2004).

### Estructura económica
- Descripción, interpretación e intervención. Epistemología y metodología de la visión estructural en economía (Madrid, 1991).
- El mundo rural en perspectiva (Valladolid, 1999).
- Paz y tierra. Modelos de desarrollo agrario en Guatemala (Madrid, 2001).
- España: cien años del sector del metal (Madrid, 2004).
- Incompetentes y autoritarios. La industria de Xixón dende l'autarquía al desmantelamientu (Gijón, 2010).

### Filosofía, política
- La filosofía truncada. Ensayo sobre la obra filosófica y psicológica de Lucio Gil de Fagoaga (Madrid, 1995).
- Antonio Martínez Fernández (Frai Verdaes): Catecismu del llabrador (Llanes, 1891). Edición crítica (Oviedo, 1996).
- Sermones a la parroquia. Artículos nes páxines asturianes (Villaviciosa, 2008).
- L'añu la cris que naide nun quixo ver (Villaviciosa, 2010).
- Tiempos de cambios: del Mundial de Sudáfrica a la recesión económica (Villaviciosa, 2012).
- Ensayos desde la depresión. Asturias, Europa, globalización, cambio climático (Villaviciosa, 2017).

### Antropología, etnografía
- La sidra asturiana. Bebida, ritual y símbolo (Gijón, 2001). Segunda edición en 2007.
- Las fiestas asturianas. Nuevas formas y viejos ritos (Gijón, 2009).

### Filología
- Toponimia de la parroquia de Xixón (conceyu de Xixón) (Oviedo, 2007).

### Relato
- Xente de perende (Oviedo, 2006).